# 卡明氏無齒蛤
卡明氏無齒蛤（学名：Philis cumingi），舊屬索足蛤科索足蛤屬，今屬Philis屬，仍歸索足蛤科。

## 分佈
本物種分佈於台灣西南部。

## 外部連結
- 維基物種上的相關：卡明氏無齒蛤